# 1653 Yakhontovia
Az 1653 Yakhontovia (ideiglenes jelöléssel 1937 RA) a Naprendszer kisbolygóövében található aszteroida. Grigorij Neujmin fedezte fel 1937. augusztus 30-án.